# Mersini kerékpárverseny
A mersini országúti kerékpáros körverseny egy többnapos kerékpárverseny, amelyet Törökországban rendeznek minden év áprilisában. Az UCI Europe Tour része, 2.2-es kategóriájú eseményként. Először 2015-ben rendezték meg, 2020 és 2023 között a Covid19-járvány miatt nem tartották meg.

## Nyertesek
| Év        | Ország                  | Versenyző | Csapat |
| --------- | ----------------------- | --------- | ------ |
| 2015      | Ukrajna                 |           |        |
| 2016      | Törökország             |           |        |
| 2017      | Fehéroroszország        |           |        |
| 2018      | Oroszország             |           |        |
| 2019      | Hollandia               |           |        |
| 2020-2023 | -                       | -         | -      |
| 2024      | Lengyelország           |           |        |
| 2025      | Dél-Afrikai Köztársaság |           |        |